# 鐵樹記
《鐵樹記》全稱《新鐫晉代許純陽得道擒蛟鐵樹記》，是以文言文寫成的章回小說，由明朝鄧志謨所著的中篇小說集。全書共十五回合，內容講述殲滅蛟螭肆害，鎮以鐵樹，奠安若磐石然的故事
。

## 作者簡介
鄧志謨是明代著名的通俗小說家、文學家。生卒年均不可考。

## 內容概要
此內容主要描述道教全真教始祖許都仙斬妖除怪的故事。許都仙，出生於西晉，江南人，因被推舉為孝廉，被拔擢為旌陽縣令，施政頗受百姓擁戴。但因為五胡亂華，所以辭官歸鄉。歸途中，遇到蛟螭危害百姓，故降伏其妖害，後用以鐵樹鎮之。內文除了渲染道家的仙術以外，也反映出漢末魏晉時期動盪的現實社會生活。